# هايبرد سنرجي درايف

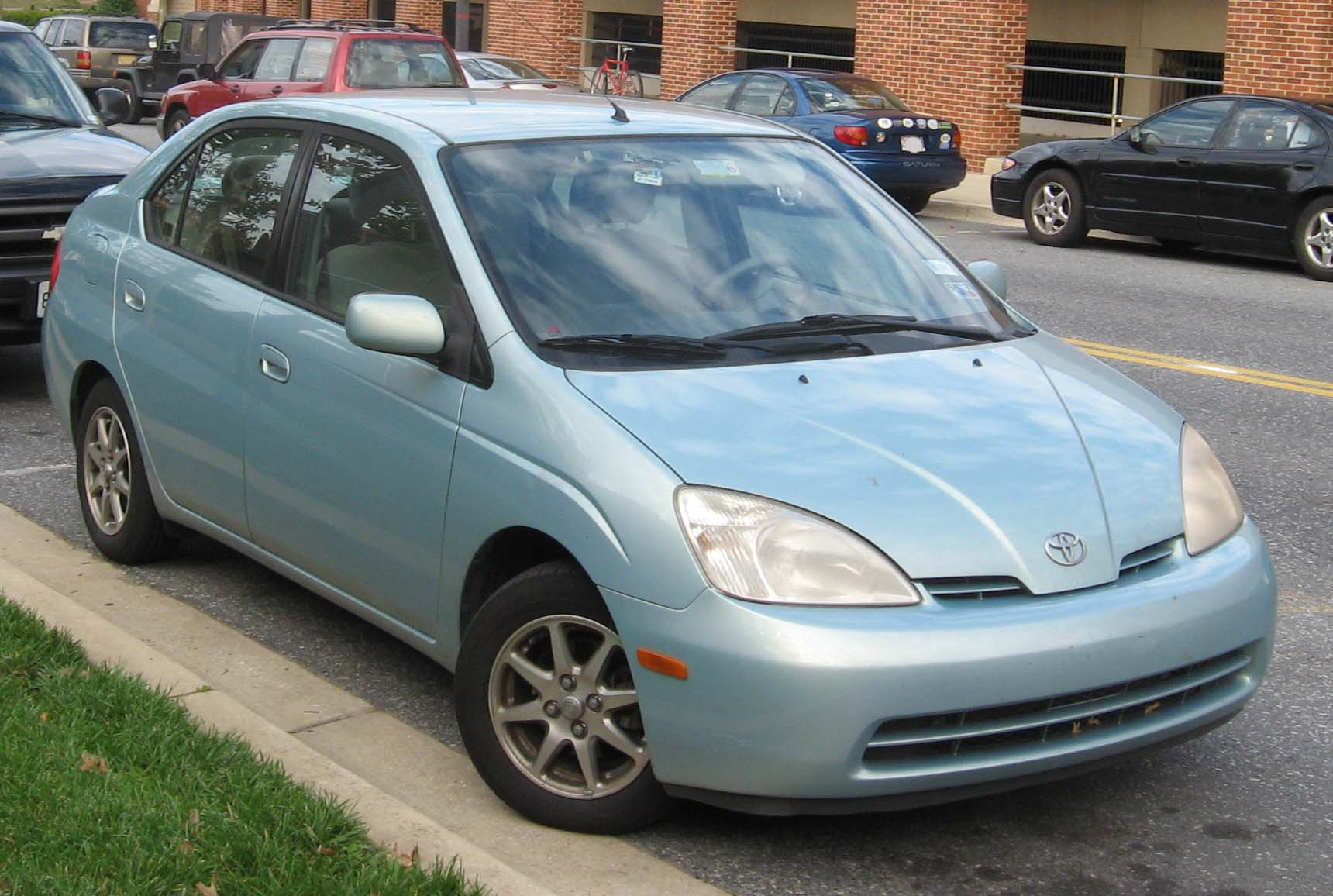
طراز تويوتا بريوس و هو أول طراز يعمل بتقنيات هايبرد سنرجي درايڤ.

هايبرد سنرجي درايڤ أو إتش إس دي اختصاراً (بالإنجليزية: Hybrid Synergy Drive أو HSD)‏ هو الاسم التجاري لتقنية مخصصة للسيارات الهجينة طورتها شركة تويوتا للسيارات وتعني «دفع الهجين المساعد».
تجمع هذه التقنيات بين القوة الكهربية وناقل حركة دائم التغير. مفهوم الدفع المساعد يعني دفع بالأسلاك بدون أي اتصال ميكانيكي مباشر بين المحرك و عناصر التحكم به: كلا بدالة البنزين/التسارع وعصا ناقل الحركة.

## تطوير التقنيات
التقنية هي تنقيح لنظام تويوتا الهجين (THS) التي ظهرت للمرة الأولى في السوق عند إنتاج سيارة تويوتا بريوس في سنة 1997 التي صنفتها وكالة حماية البيئة الأمريكية كواحدة من أكثر السيارات النظيفة والصديقة للبيئة في الولايات المتحدة بسبب قلة نسبة انبعاثات العوادم، وظهر الجيل الثاني في سنة 2004 مع التصميم الجديد لبريوس. تم تغيير الاسم المستخدم في طرازات لكزس إلى لكزس هايبرد درايڤ منذ 2008.

## السيارات
تُستخدم التقنية حالياً في طرازات بريوس، كامري هايبرد وهايلاندر هايبرد، وطرازات لكزس هي جي إس 450 إتش (GS450h) وآر إكس 400 إتش (RX400h) وإل إس 600 إتش (LS600h) وإل إس 600 إتش إل (LS600h L). بحلول مايو 2007 باعت تويوتا مليون سيارة هجينة عالميا و2 مليون مع نهاية أغسطس 2009 وتجاوزت المبيعات 5 ملايين في مارس 2013.